# Alloxysta apteroidea
Alloxysta apteroidea (лат.) — вид мелких перепончатокрылых наездников рода Alloxysta подсемейства Charipinae из семейства Figitidae. Эндопаразитоиды. Европа: Финляндия.

## Описание
От близких видов отличаются следующими признаками: брахиптерные формы, переднее крыло отсутствует или очень короткое; первый членик F1 жгутика усика самки короче педицеля; проподеальные кили отсутствуют; пронотальные кили также отсутствуют; без видимой радиальной ячейки. Alloxysta apteroidea можно отличить от близкого брахиптерного вида A. pedestris) по длине крыльев или их отсутствию. Мелкие перепончатокрылые, длиной несколько миллиметров (обычно 1—2 мм). Усики нитевидные, у самок 13-члениковые, а у самцов состоят из 14 сегментов. Голова поперечно овальная, гладкая и блестящая. У представителей рода Alloxysta их личинки являются гиперэндопаразитоидами личинок некоторых видов перепончатокрылых (Hymenoptera), таких как бракониды (Aphidiinae, Braconidae) и афелиниды (Aphelinidae, Chalcidoidea), в свою очередь паразитирующих в тлях (Aphididae, Hemiptera).